# Лулян
Луля́н (кит. упр. 陆良, пиньинь Lùliáng) — уезд городского округа Цюйцзин провинции Юньнань (КНР).

## История
После завоевания Дали монголами и вхождения этих мест в состав империи Юань здесь в 1253 году была создана Ловэнськая охранная тысяча (落温千户所), в 1276 году преобразованная в Лулянскую область (陆梁州). Во времена империи Мин иероглифы в названии области были заменены на омонимичные, и с 1389 года её название стало писаться как 六凉州. После Синьхайской революции в Китае была произведена реформа структуры административного деления, в ходе которой были упразднены области, и в 1912 году Лулянская область была преобразована в уезд Лулян (陆凉县). В 1913 году в связи с тем, что иероглиф «凉» имеет негативный смысл («разочаровываться, терять надежду, падать духом»), он был заменён на омонимичный, и название уезда стало писаться как 陆良县.
После вхождения провинции Юньнань в состав КНР в 1950 году был образован Специальный район Илян (宜良专区), и уезд вошёл в его состав. В 1954 году Специальный район Илян был расформирован, и уезд перешёл в состав Специального района Цюйцзин (曲靖专区).
В 1970 году Специальный район Цюйцзин был переименован в Округ Цюйцзин (曲靖地区).
В 1997 году округ Цюйцзин был преобразован в городской округ.

## Административное деление
Уезд делится на 2 уличных комитета, 7 посёлков и 2 волости.

## Вооружённые силы
В уезде расположена авиабаза Лулян.